# Taurotagus greenfieldi
Taurotagus greenfieldi là một loài bọ cánh cứng trong họ Cerambycidae.